# Murner Filz

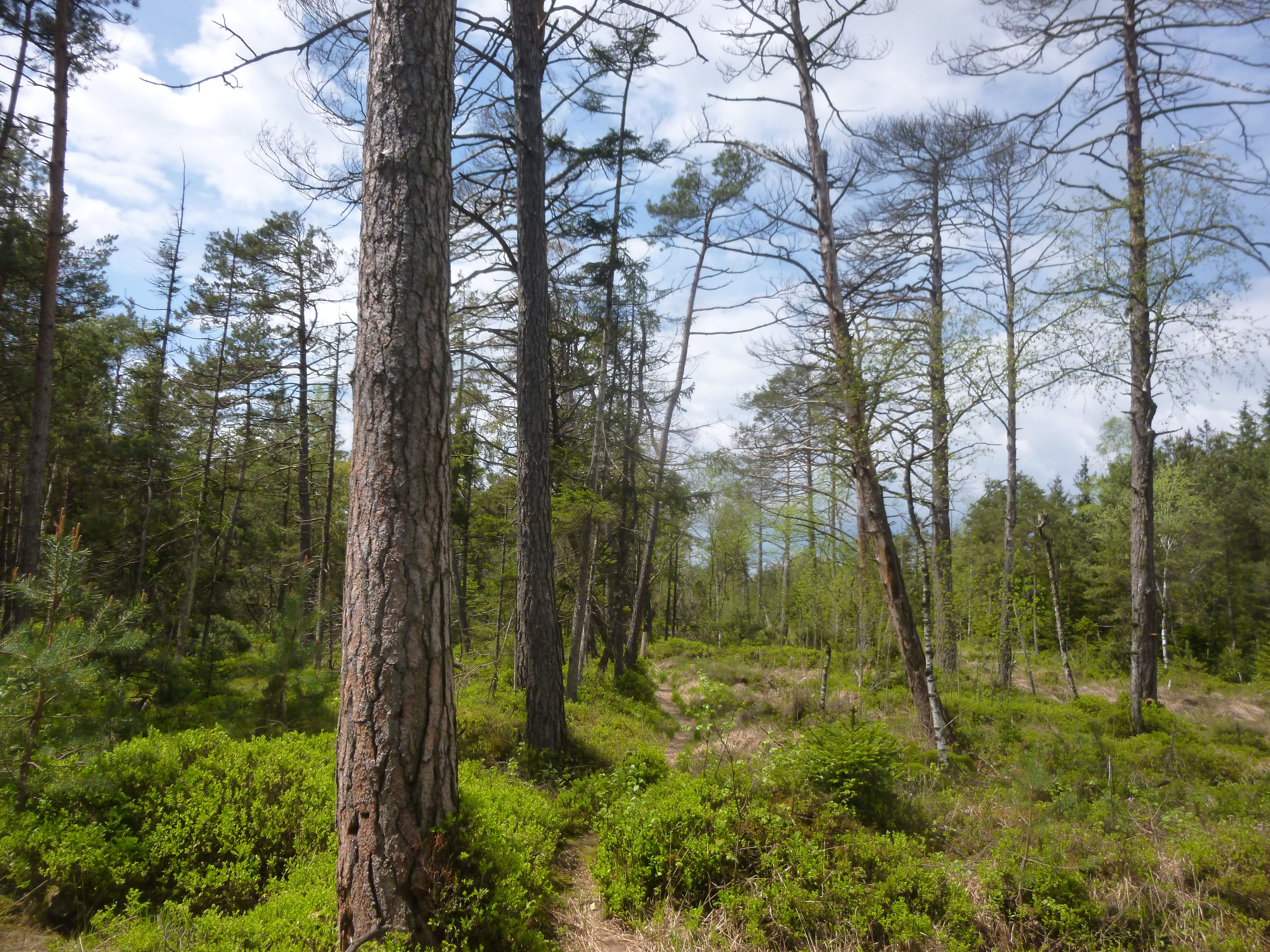
Naturschutzgebiet Murner Filz (Mai 2015)

Das Naturschutzgebiet Murner Filz liegt auf dem Gebiet der Gemeinde Amerang im Landkreis Rosenheim in Oberbayern. Es ist Teil des FFH-Gebietes „Murn, Murner Filz und Eiselfinger See“ (8039-371) und Naturwaldreservat (09-083).
Das 98,5 ha große Gebiet mit der Nr. NSG-00051.01, das im Jahr 1950 unter Naturschutz gestellt wurde, erstreckt sich südwestlich des Ameranger Ortsteils Achen. Westlich, nördlich und östlich fließt die Murn, ein rechter Nebenfluss des Inns. Nördlich verläuft die B 304.
Das Naturschutzgebiet kann auf einem Wanderweg, der in Ost-West-Richtung verläuft, begangen werden. An nassen Stellen wurden Holzplanken gelegt, es gibt zwei Ruhebänke und Informationstafeln.